# Mimolette
Mimolette nebo také boule de Lille je druh tvrdého nebo polotvrdého sýra pocházející ze severní Francie. Vyrábí se z kravského mléka s použitím mezofilních kultur, sýřenina je lisovaná a nízkodohřívaná. Do obchodů přichází v podobě koulí o váze okolo 2 kg. Sytě oranžovou barvu získává díky barvení výtažkem z oreláníku barvířského. 

## Charakteristika
Zraje minimálně šest týdnů, nejkvalitnější mimolette extra vieille se nechává ve sklepích až dva roky. Na povrchu sýra žijí mikroskopičtí roztoči Acarus siro, díky nimž získává typickou šedou rozbrázděnou kůru, pro kterou je přirovnáván k melounu kantalupu. Pro mimolette je typická jemná ovocná až oříšková příchuť.

## Legenda
Podle populární legendy vznikl sýr v době francouzsko-nizozemské války, kdy ministr financí Jean-Baptiste Colbert zakázal dovoz eidamu z Nizozemska a ve městě Lille a okolí se začala vyrábět jeho domácí náhražka. Francouzský mistr sýrař Paul-Alexandre Wullus však prohlašuje, že mimolette je ve skutečnosti starší než eidam a že Colbert pouze zavedl jeho barvení na oranžovo, aby se daly domácí produkty snadno odlišit. Název je odvozován od slova mollet (měkký); měkkou konzistenci však mají pouze mladé sýry. V roce 1935 byla mezi Francií a Nizozemskem uzavřena dohoda, podle níž jsou eidam a mimolete uznávány za samostatné druhy sýrů.
Mimolette byl údajně oblíbeným sýrem Charlese de Gaulla.

## Mimolette v USA
V roce 2013 oznámil americký Úřad pro kontrolu potravin a léčiv (FDA), že přítomnost roztočů v sýru může způsobit alergickou reakci a kvůli zdravotnímu riziku zablokoval dovoz mimolette do USA, více než 500 kg francouzského mimolette proto zůstalo ve skladu v New Jersey a zkazilo se. O rok a půl později byl obsah alergenů označen za bezpečný a sýr se začal v USA znovu prodávat bez omezení.